# Erzählungen nach Shakespeare

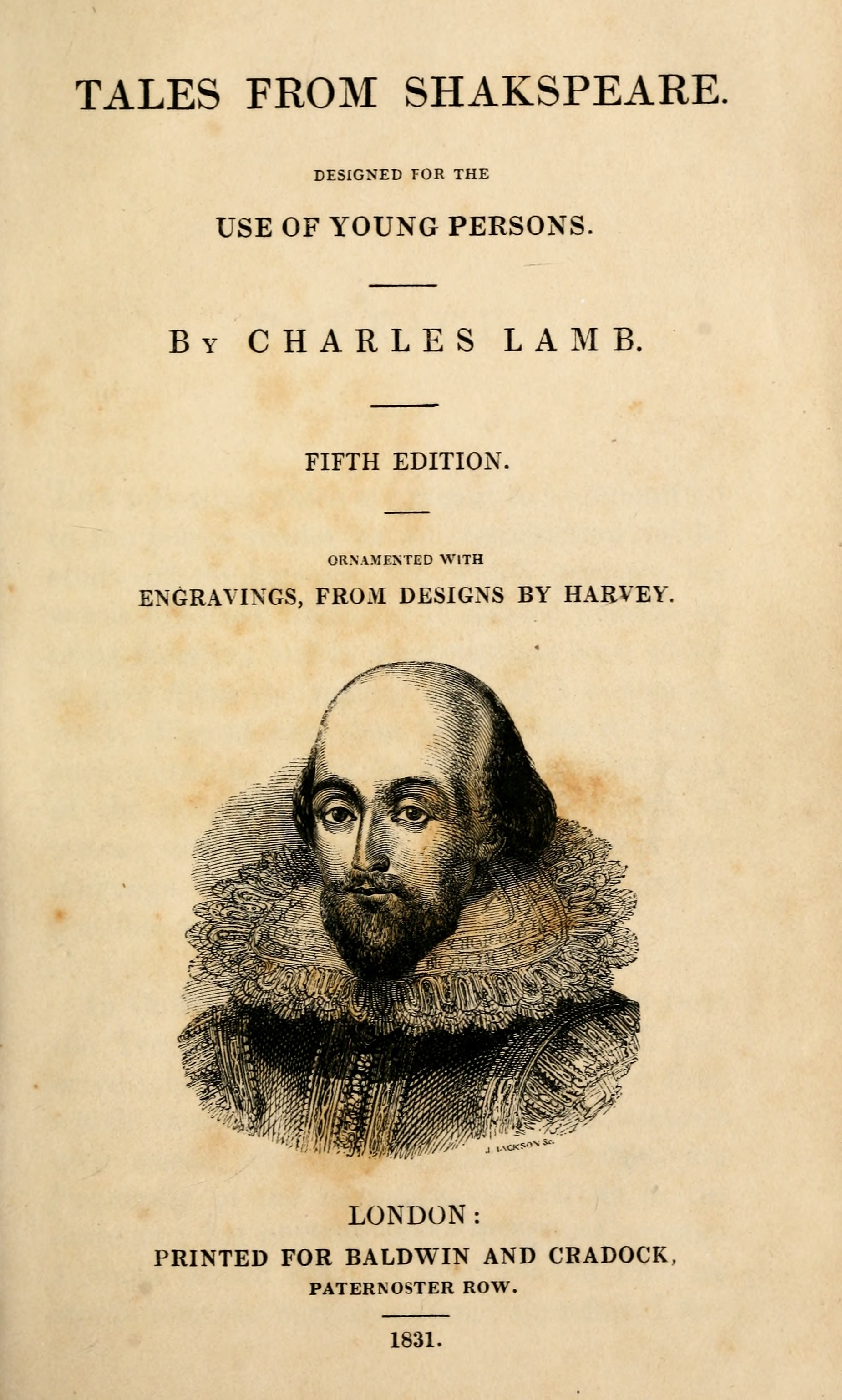
Buchcover von Tales from Shakspeare der 5. Auflage aus dem Jahr 1831

Erzählungen nach Shakespeare (englischer Originaltitel Tales from Shakespeare) ist ein Kinderbuch der Geschwister Mary und Charles Lamb, das 1807 beim Verlag Thomas Hodgkins veröffentlicht wurde. Die deutsche Erstausgabe erschien 1928 beim Phaidon Verlag.

## Inhalt
In dem Buch werden 20 ausgewählte Werke von William Shakespeare kindgerecht nacherzählt. Die 14 Komödien wurden von Mary Lamb adaptiert, während sich ihr Bruder Charles der restlichen sechs Tragödien annahm. Die Komödien umfassen folgende Titel:
1. Die beiden Veroneser
2. Der Widerspenstigen Zähmung
3. Die Komödie der Irrungen
4. Ein Sommernachtstraum
5. Der Kaufmann von Venedig
6. Viel Lärm um nichts
7. Wie es euch gefällt
8. Was ihr wollt
9. Maß für Maß
10. Ende gut, alles gut
11. Perikles, Fürst von Tyrus
12. Das Wintermärchen
13. Cymbeline
14. Der Sturm

Folgende sechs Tragödien sind enthalten:
1. Romeo und Julia
2. Hamlet, Prinz von Dänemark
3. Othello
4. König Lear
5. Macbeth
6. Timon von Athen

## Rezeption
Wendy Osgerby schreibt in ihrer Buchrezension: „Die Lambs achteten darauf, Shakespeares Worte so weit wie möglich zu bewahren und unzeitgemäße Wörter zu vermeiden. Die Autoren ließen aufgrund von Erwägungen des Anstands und der besseren Verständlichkeit einige Handlungselemente weg, aber ihr lebendiger Stil rettet doch einiges von der Schönheit der Shakespeare-Texte. Generationen von Kindern wurden durch diese Nacherzählungen, die in immer neuen Auflagen erscheinen, an Shakespeares Stücke herangeführt.“ In einer Ausgabe des Aufbau Verlags mit dem Titel Shakespeare für Eilige heißt es: „In ihrer berühmten und erfolgreichen Sammlung erzählen die Geschwister Lamb die zwanzig bekanntesten Shakespeare-Stücke in Form einfühlsamer Geschichten nach. Unter Weglassung verzweigter Nebenhandlungen konzentrieren sie sich auf das wesentliche Geschehen um die Hauptgestalten, die sie durch ihr Handeln, ihre Beweggründe und Empfindungen charakterisieren. Das komplexe Geschehen wird verständlich umrissen und die jeweils besondere Atmosphäre vermittelt.“

## Referenzen
Erzählungen nach Shakespeare ist in dem literarischen Nachschlagewerk 1001 Kinder- und Jugendbücher – Lies uns, bevor Du erwachsen bist! für die Altersstufe 8+ Jahre enthalten.

## Ausgaben
- Tales from Shakespeare. Designed for the Use of Young Persons. Thomas Hodgkins, UK 1807 (englisch).
- Erzählungen nach Shakespeare. Phaidon, Schweiz 1928.
- Shakespeare für Eilige. Aufbau Verlag, Berlin 2001.